# FK Isloch Minsk Raion
Maillots
Actualités
L'Isloch (en russe : «Ислочь») ou Islach (en biélorusse : «Іслач») est un club de football biélorusse fondé en 2007 et basé à Minsk. Il représente le raïon de Minsk.
Il est nommé d'après la rivière du même nom.

## Histoire
Fondé en 2007, le club évolue dans un premier temps dans le championnat régional du voblast de Minsk avant d'être inscrit dans la troisième division biélorusse en 2012. Pour sa première saison en championnat national, l'Isloch termine troisième et est directement promu en deuxième division.
La saison 2013 voit le club prendre part à la Coupe des régions de l'UEFA où, après avoir terminé premier de son groupe avec trois victoires en trois matchs, il atteint la phase finale et obtient une médaille de bronze en terminant derrière l'équipe de Catalogne dans le groupe B. Dans le même temps, le club termine neuvième pour sa première saison au deuxième échelon.
Après une septième place en 2014, l'Isloch remporte finalement la deuxième division en 2015 et accède à la première division pour la première fois de son histoire. Terminant septième lors de la saison 2016, le club vit une saison 2017 plus compliquée notamment marquée par un retrait de sept points en début de championnat en raison d'une affaire de matchs truqués. Il parvient cependant à éviter la relégation en terminant onzième. À l'issue de la saison 2020, Vitali Joukovski, qui entraînait l'équipe depuis le début d'année 2010, quitte ses fonctions après onze années à la tête du club.

## Bilan sportif

### Palmarès
- Coupe de Biélorussie
  - Finaliste : 2020-2021 et  2023-2024.
- Championnat de Biélorussie de deuxième division
  - Champion : 2015

### Bilan par saison
| Saison | Championnat          | Championnat          | Championnat          | Championnat          | Championnat          | Championnat          | Championnat          | Championnat          | Championnat          | Championnat          | Coupe de Biélorussie |
| Saison | Division             | Pos                  | Pts                  | J                    | V                    | N                    | D                    | BP                   | BC                   | Diff                 | Coupe de Biélorussie |
| ------ | -------------------- | -------------------- | -------------------- | -------------------- | -------------------- | -------------------- | -------------------- | -------------------- | -------------------- | -------------------- | -------------------- |
| 2011   | Championnat régional | Championnat régional | Championnat régional | Championnat régional | Championnat régional | Championnat régional | Championnat régional | Championnat régional | Championnat régional | Championnat régional | 32es de finale       |
| 2012   | 3e                   | 3e                   | 70                   | 36                   | 21                   | 7                    | 8                    | 61                   | 30                   | +31                  | —                    |
| 2013   | 2e                   | 9e                   | 41                   | 30                   | 11                   | 8                    | 11                   | 39                   | 37                   | +2                   | Seizièmes de finale  |
| 2014   | 2e                   | 7e                   | 45                   | 30                   | 11                   | 12                   | 7                    | 39                   | 35                   | +4                   | 32es de finale       |
| 2015   | 2e                   | 1er                  | 69                   | 30                   | 20                   | 9                    | 1                    | 76                   | 24                   | +52                  | Huitièmes de finale  |
| 2016   | 1re                  | 7e                   | 41                   | 30                   | 11                   | 8                    | 11                   | 33                   | 39                   | -6                   | Huitièmes de finale  |
| 2017   | 1re                  | 11e                  | 27-7                 | 30                   | 10                   | 4                    | 16                   | 27                   | 46                   | -19                  | Huitièmes de finale  |
| 2018   | 1re                  | 10e                  | 33                   | 30                   | 8                    | 9                    | 13                   | 20                   | 37                   | -17                  | Quarts de finale     |
| 2019   | 1re                  | 5e                   | 47                   | 30                   | 13                   | 8                    | 9                    | 42                   | 36                   | +6                   | Demi-finales         |
| 2020   | 1re                  | 7e                   | 45                   | 30                   | 13                   | 6                    | 10                   | 47                   | 46                   | +1                   | Quarts de finale     |
| 2021   | 1re                  | 10e                  | 34                   | 30                   | 9                    | 7                    | 14                   | 38                   | 47                   | -9                   | Finale               |
| 2022   | 1re                  | 5e                   | 54                   | 30                   | 16                   | 6                    | 8                    | 51                   | 33                   | +18                  | Seizièmes de finale  |
| 2023   | 1re                  | 4e                   | 47                   | 28                   | 14                   | 5                    | 9                    | 40                   | 29                   | +11                  | Huitièmes de finale  |
| 2024   | 1re                  | 7e                   | 41                   | 30                   | 11                   | 8                    | 11                   | 36                   | 30                   | +6                   | Finale               |

Légende
- Vice-champion ou finaliste de la compétition
- Promotion en division supérieure
- Relégation en division inférieure

### Bilan européen
Note : dans les résultats ci-dessous, le score du club est toujours donné en premier
| Saison    | Compétition      | Tour           | Club          | Domicile | Extérieur | Total             |
| --------- | ---------------- | -------------- | ------------- | -------- | --------- | ----------------- |
| 2024-2025 | Ligue Conférence | Premier tour Q | SP La Fiorita | 0 - 1 ap | 1 - 0     | 1 - 1 (2 - 4 tab) |

Légende
- Victoire ou qualification pour le tour suivant.
- Match nul.
- Défaite ou élimination de la compétition.

## Entraîneurs
- Vitali Joukovski (janvier 2010-décembre 2020)
- Artiom Radkov (en) (depuis janvier 2021)